# Новонагаєвська сільська рада
Новонага́євська сільська рада — муніципальне утворення у складі Краснокамського району Башкортостану, Росія. Адміністративний центр — село Новонагаєво.

## Населення
Населення — 1022 особи (2019, 1164 в 2010, 1188 в 2002).

## Склад
До складу поселення входять такі населені пункти:
| Населений пункт   | Населення, осіб (2002) | Населення, осіб (2010) |
| ----------------- | ---------------------- | ---------------------- |
| Ашит, присілок    | 94                     | 71                     |
| Новонагаєво, село | 1094                   | 1093                   |